# Такахаси, Томоко
Томоко Такахаси — японская художница. Родилась в Токио в 1966 году. Работает в Лондоне (Великобритания). Училась в Tama University, Goldsmiths College и Slade School of Fine Art.
Стала известной когда выиграла премию EAST в EASTinternational в 1977 году.